# Милан Керац
Милан Керац (Нови Сад, 30. мај 1914 — Нови Сад, 1980) био је југословенски и српски сликар и графичар.

## Биографија
Основну и средњу школу завршио је у Новом Саду, а сликањем се почео бавити за време Другог светског рата, заједно с Бошком Петровићем, Радмилом Граовац, Јованом Солдатовићем, Стеваном Максимовићем, Иванком Ацин и Божидаром Вучковићем. Тада је радио углавном портрете, пејсаже и мртву природу у уљу, као и аквареле на платну и картону. Године 1945. је примљен на Академију ликовних уметности у Београду, гдје је три године био студент Недељка Гвозденовића и једну годину код Марка Челебоновића. Након завршетка студија, 1949. године се враћа са супругом Анкицом Опрешник у Нови Сад, где се запошљава као наставник ликовног васпитања у средњој школи, да би након пет година напустио педагошки позив и постао слободни уметник. Члан Удружења ликовних уметника Војводине постаје 1950. године, а 1951. члан Удружења ликовних уметника Србије (УЛУС), а исте године приређује прву самосталну изложбу у Новом Саду. Успоредо са сликарством, бави се и графиком, на потицај професора Михајла Петрова и супруге Анкице Опрешник.
Након оснивања ликовне колоније у Сенти, бави се и графиком, а након боравка у ликовној колонији у Бачкој Тополи усваја свој стил сликања са мотивима рустичне Војводине, и у својим пејзажима приказује војвођанске равнице, које се спајају са небом, а на његовим сликама се појављују волови, најчешће приказују главе у горњем делу, као и прикази војвођанских села, који су уклопљени у слике воловских глава одоздо и одозго, и доминирају експресионистички прикази са зеленом, црвеном, жутом, окер и црном бојом. Почетком 1950-их цртао је пејзаже из Витеза у тушу, графике са портретима босанских сељака, као и цртеже старог дела Травника и Јајца. Године 1955. посетио је Аустрију, где се упознао са радом Међународне летње академије сликара Оскара Кокошке у Салцбургу када настају цртежи у тушу са пејзажима Граца. Током самосталне изложбе у Љубљани 1957. упознаје холандског сликара и графичара Тона Вегнера са којим ће сарађивати и заједно излагати наредних година у Холандији и Југославији. Након што су му откупљене графике са изложбе „Модерна југословенска графика” у Лиону, провео је месец дана у Паризу те године. На позив издавача 1962. илустровао је књигу „Елегија написана на сеоском гробљу“ Томаса Грeјa и књига са есејем  "Натур!: еин Фрагмент" , којa се приписује Гетеу.

## Награде
- Октобарска награда града Новог Сада 1968.

## Наслеђе
Од 2019. године у Новом Саду постоји улица с његовим именом, која се налази између Улице Живојина Ћулума и Газиместанске улице.